# Marcel Renault

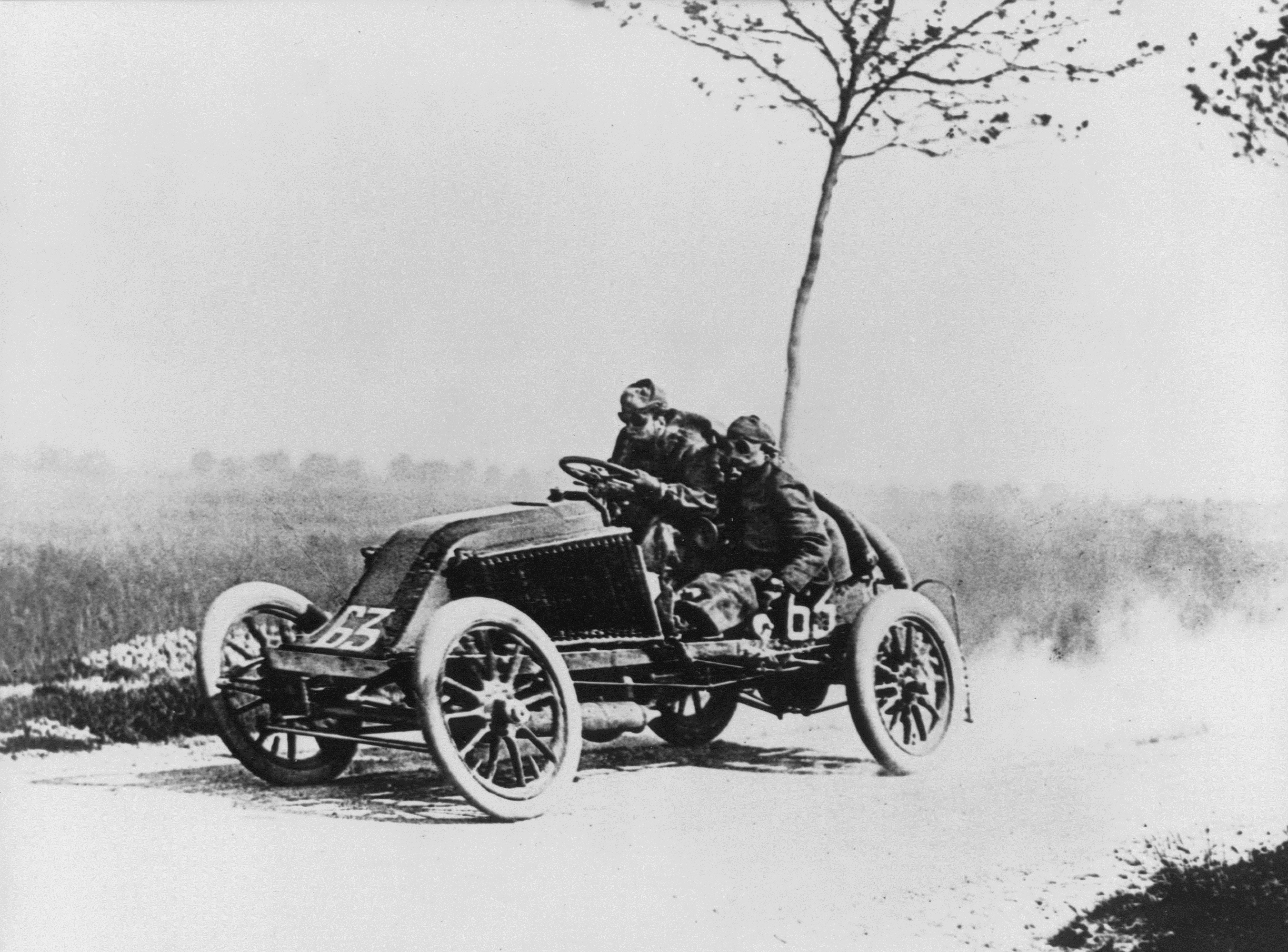
Marcel Renault 24 maja 1903 roku podczas wyścigu Paryż-Madryt

Marcel Renault (ur. 14 maja 1872 roku w Paryżu, zm. 25 maja 1903 tamże) – francuski kierowca wyścigowy, przemysłowiec. W 1899 roku, wspólnie z braćmi Louisem i Fernandem, założył firmę Renault Frères. Swój pierwszy samochód Marcel Renault skonstruował w szopie w rodzinnym ogrodzie w miejscowości Billancourt pod Paryżem.

## Śmierć
Zmarł w wieku 31 lat w wyniku dużych obrażeń ciała odniesionych w wypadku w czasie wyścigu Paryż-Madryt. Został pochowany na cmentarzu w Herqueville w Normandii. Po śmierci wystawiono Renaultowi pomnik, który został zniszczony podczas II wojny światowej.